# Sky News
Sky News és un canal de televisió de 24 hores d'informació llançat, com el primer europeu en el seu gènere, el 5 de febrer de 1989 per l'empresa British Sky Broadcasting (pertanyent al grup estatunidenc News Corporation). Actualment emet des del seu centre de notícies de Londres oferint cobertura nacional i internacional de notícies a la seva audiència del Regne Unit i d'altres països al voltant del globus. La cadena és famosa per la seva innovació en l'oferiment de notícies d'última hora i regularment obté premis per aquest fet i per la seva emissió en general.
Les emissions de Sky News es poden seguir dins del Regne Unit per satèl·lit (Freesat i Sky Digital), per emissió digital terrestre (Freeview i Youview), per cable, i per internet. De forma internacional es pot veure per Youtube (senyal en HD) i en diversos satèl·lits, a Espanya per Sky España Box (servei d'streaming), i per diversos satèl·lits, i fins i tot a certs països, per cable.
A més la cadena compta amb canals germans del mateix nom a països com Irlanda, Nova Zelanda, Austràlia i Itàlia, totes elles pertanyents al grup empresarial News Corporation.